# Västra Ny församling
Västra Ny församling är en församling inom Svenska kyrkan i Vätterbygdens kontrakt av Linköpings stift i  Motala kommun i Östergötlands län. Församlingen ingår i Borensbergs pastorat och ligger i Motala kommun. 
Församlingskyrka är Västra Ny kyrka.

## Administrativ historik
Församlingen har medeltida ursprung. 
Församlingen utgjorde till 1962 ett eget pastorat. Från 1962 till 2014 bildade församlingen pastorat med Godegårds församling, före 1 oktober 1969 som annexförsamling, därefter som moderförsamling. Från 2014 ingår församlingen i Borensbergs pastorat.

## Kyrkoherdar
Lista över kyrkoherdar i Västra Ny församling. Prästbostaden Ryggsten låg 1 kilometer från Västra Ny kyrka.
| Ämbetstid | Namn                          | Levnadstid | Övrigt                    |
| --------- | ----------------------------- | ---------- | ------------------------- |
| 1511      | Hemming                       |            |                           |
| 1520-1523 | Ericus Andrae                 | -1523      |                           |
| 1524      | Franciscus                    |            |                           |
| -1587     | Anders Joensson               | -1587      |                           |
| 1587-1606 | Jonas Eld                     | 1559-      |                           |
| 1607-1622 | Johannes Petri                | -1622      |                           |
| 1623-1637 | Petrus Johannis               | 1589-1637  |                           |
| 1639-1676 | Magnus Petri Mört (Smolandus) | -1676      |                           |
| 1677-1697 | Jonas Martini Frodelius       | 1634-1697  |                           |
| 1699-1733 | Daniel Cnattingius            | 1666-1733  |                           |
| 1735-1754 | Johan Bärling                 | 1694-1754  |                           |
| 1754-1787 | Anders Cnattingius            | 1711-1787  |                           |
| 1788-1837 | Anders Nordvall               | 1752-1837  | Prost och kontraktsprost. |
| 1838-1868 | Carl Johan Tolff              | 1789-1868  | Prost.                    |
| 1869-1891 | Anders Olof Hertzman          | 1804-1891  |                           |
| 1892-1910 | Anders Gabriel Andersson      | 1848-1910  |                           |
| 1910-     | Nils Gustaf Häger             | 1859–1949  |                           |
| 1983–1984 | Inger Sköld                   | 1935–      | [ 7 ]                     |

### Brunnspredikanter
Brunnspredikanter vid Medevi brunn.
| Ämbetstid | Namn                         | Levnadstid | Övrigt                                      |
| --------- | ---------------------------- | ---------- | ------------------------------------------- |
| 1762      | Samuel Mörtling              |            | Senare kyrkoherde i Linderås församling.    |
| 1778–1779 | Georg Engström               | 1745–1822  | Senare kyrkoherde i Kristbergs församling.  |
| 1779–1781 | Johan Wilhelm Grevillius     | 1758–1814  | Senare kyrkoherde i Vinnerstads församling. |
| 1790–1791 | Claes Magnus Cnattingius     | 1757–1820  | Senare kyrkoherde i Ekebyborna församling.  |
| 1791      | Eric Philip Pladecius        | 1758-1827  |                                             |
| 1792      | Jonas Hultgren               |            |                                             |
| 1795      | Jonas Erik Wadsberg          | 1767–1819  | Senare kyrkoherde i Röks församling.        |
| 1798      | Anders Sallberg              |            | Senare kyrkoherde i Skärkinds församling.   |
| 1799      | Sven Emanuel Thollander      |            | Senare kyrkoherde i Västerlösa församling.  |
| 1801      | Isaac Olof Scharff           |            | Senare kyrkoherde i Grebo församling.       |
| 1803      | Carl Anders Korsfeldt        |            | Senare kyrkoherde i Östra Ny församling.    |
| 1804      | Johan Anders Adlerz          |            | Senare kyrkoherde i Gryts församling.       |
| 1806      | Anders Kastman               |            | Senare kyrkoherde i Tjällmo församling.     |
| 1807      | Johan Reinhold Wimermark     |            | Senare kyrkoherde i Skedevi församling.     |
| 1808      | Carl Magnus Hederström       |            | Senare kyrkoherde i Dagsbergs församling.   |
| 1810-1839 | Anders Holmgren              | 1784-1874  | Senare kyrkoherde i Vinnerstads församling. |
| 1839      | Johan Axel Alin              |            | Senare kyrkoherde i Norra Vi församling.    |
| 1859-1874 | Carl Ephraim Eusebius Stolpe | 1823-1902  |                                             |

### Predikanter och förste lärare
Pastorer (predikanter) och förste lärare vid Bona uppfostringsanstalt.
| Ämbetstid | Namn                 | Levnadstid | Övrigt                       |
| --------- | -------------------- | ---------- | ---------------------------- |
| 1905-1910 | Knut Holger Bergwall | 1879-      | Predikant och förste lärare. |
| 1911-1912 | Erik Emanuel Nyberg  | 1879-      | Pastor och förste lärare.    |
| 1913-     | Sven Axel Sundberg   | 1884-      | Pastor och förste lärare.    |

## Klockare, organister och kantorer
| Ämbetstid | Namn                   | Levnadstid | Kommentarer           |
| --------- | ---------------------- | ---------- | --------------------- |
| 1636      | Anders                 |            | Klockare              |
| 1648      | Olof Larsson           |            | Klockare              |
| 1700      | Gustaf Bornelius       |            | Klockare              |
| 1717-1735 | Jeremias Zachariasson  | 1677-1737  | Klockare              |
| 1735-1744 | Lars Cnattingius       | 1696-1744  | Klockare              |
| 1744-1795 | Elfver Noréus          | 1717-1800  | Klockare              |
| 1796-1826 | Johan Norberg          | 1754-1826  | Klockare och organist |
| 1827-1867 | Johan Vilhelm Hertzman | 1804-1867  | Klockare och organist |
| 1867-1909 | Anders Peter Axén      | 1827-1909  | Klockare och organist |
| 1910-1925 | Seth Jonsson Steninger |            | Klockare och organist |
|           | Torsten Palmgren       | 1902-      | Klockare och organist |